# Misumena terrosa
Misumena terrosa är en spindelart som beskrevs av Soares 1944. Misumena terrosa ingår i släktet Misumena och familjen krabbspindlar. Inga underarter finns listade i Catalogue of Life.